# جرم و جنایت در نیویورک
نرخ جرم و جنایت در نیویورک در دهه ۱۹۸۰ و اوایل دهه ۱۹۹۰ با بروز اپیدمی کراک جهش کرد، از سال ۱۹۹۱ این نرخ رو به کاهش بوده، و، تا تاریخ ۲۰۱۷، نرخ آمار این شهر در بین شهرهای بزرگ ایالات متحده از لحاظ جرم و جنایت در پایین ترین‌ها قرار دارد.
در دهه ۱۹۹۰، اداره پلیس نیویورک (NYPD) کامپ‌استت، سیاست‌های انتظامی پنجره‌های شکسته و سایر راهکارها را در تلاشی عمده برای کاهش جرم اتخاذ کرد. افت چشمگیر جرم در شهر به عوامل مختلفی منتسب شده‌است از جمله پایان همه‌گیری کراک، قانونی شدن سقط جنین، و کاهش مسمومیت با سرب در کودکان.
در رده‌بندی سال ۲۰۱۵ از ۵۰ شهر در سراسر جهان توسط "اکونومیست"، نیویورک به عنوان دهمین شهر امن در کل و همچنین بیست و هشتمین امن‌ترین شهر از لحاظ امنیت شخصی داوری شد. در سال ۲۰۱۸، ۲۸۹ مورد قتل وجود داشته‌است — که کمترین تعداد از دهه ۱۹۴۰ است.

## مدیریت

### شهرداران
جرم و جنایات در نیویورک در دهه ۱۹۸۰ در طول سال‌های شهرداری ادوارد کاچ بسیار زیاد بود، زیرا اپیدمی کراک در شهر نیویورک رخ داد و در سال ۱۹۹۰ مصادف با سال اول شهرداری دیوید دینکینز (۱۹۹۰ –۱۹۹۳) به اوج خود رسید. در دوره شهرداری رودولف جولیانی (۲۰۰۳–۱۹۹۱) در دوره اول او افت شدید جرم و جنایت رخ داد، که در دوره دوم او و نیزدر دوره شهرداری مایکل بلومبرگ با سرعتی کمتر ادامه داشت.
دانشوران در زمینه علل کاهش شدید جرم و جنایات در نیویورک (که همزمان با افت جرم در سطح کشور بود که برخی آن را «افت بزرگ جرم و جنایت در آمریکا» خوانده‌اند) تفاوت نظر دارند. در مقاله ای در سال ۲۰۰۷، جسیکا رایز، اقتصاددان، کاهش ۵۶ درصدی جرم‌های خشونت‌آمیز در سطح کشور در دهه ۱۹۹۰ را به حذف سرب (نوروتوکسین که مشکلات شناختی و رفتاری ایجاد می‌کند) از بنزین نسبت داد. مرکز عدالت برنن تخمین زده‌است که بین ۰ تا ۵ درصد از کاهش جرم در دهه ۱۹۹۰ به اشتغال بالاتر مربوط می‌شود. ۵–۱۰٪ از افت ممکن است به رشد درآمد و ۰–۱۰٪ افت به افزایش استخدام افسران پلیس نسبت داده شود. اقتصاددانان استیون لویت و جان جی داناهیوی سوم استدلال می‌کنند که کاهش جرم در شهر نیویورک، به‌طور کلی در ایالات متحده، به قانونی شدن سقط جنین به دنبال رو در برابر وید بر می‌گردد.

#### رودی جولیانی

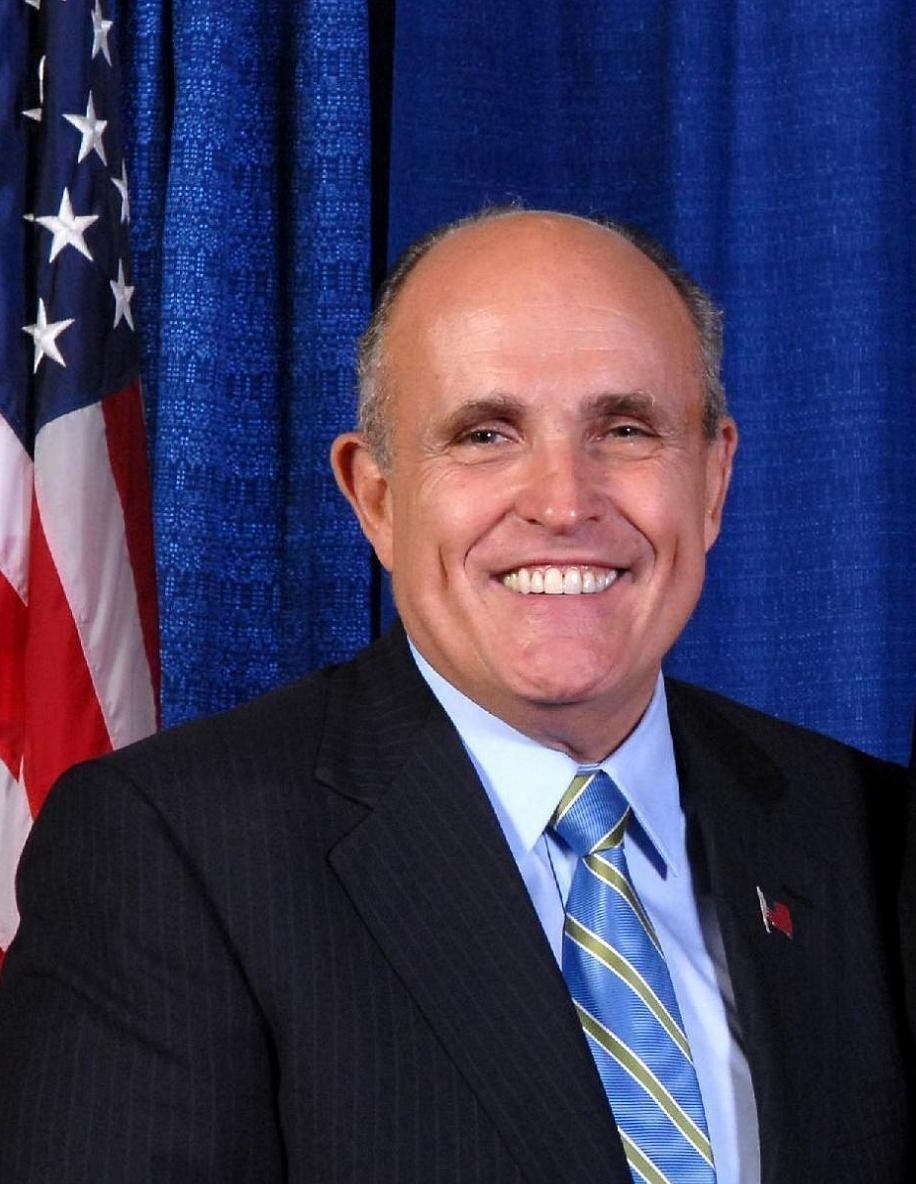
رودی جولیانی

در دوره اول رودولف جولیانی به عنوان شهردار، اداره پلیس پلیس نیویورک، تحت رهبری بیل برتن، کمیسیونر منصوب جولیانی، یک استراتژی تهاجمی و بازدارندگی را بر اساس تحقیقات پنجره شکسته جیمز کیو. ویلسون اتخاذ کرد. این امر شامل سرکوب جرایم نسبتاً جزئی مانند نقاشی‌های گرافیتی دیواری، پریدن از روی گیت ورودی مترو بدون پرداخت کرایه و شویندگان شیشه خودروها پشت ترافیک شد، بر اساس این اصل که این پیام ارسال شود که نظم حفظ خواهد شد و و شهر «پاکسازی خواهد شد».
جولیانی سه ماه پس از شروع به کار به عنوان شهردار، در مجمعی خاطرنشان کرد که آزادی به معنای این نیست که "مردم می‌توانند هر کاری را که می‌خواهند انجام دهند، هر چه که می‌توانند باشند، باشند. منظور از آزادی تمایل هر انسان به واگذاری صلحدید قابل توجه به یک اقتدار قانونمند در خصوص کارهایی است که می‌کنید و چگونه انجامش می‌دهید».

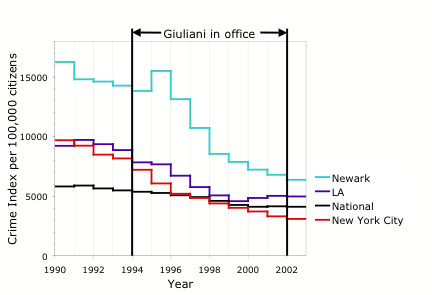
نرخ‌های جرم و جنایت ملی، نیویورک و دیگر شهرهای بزرگ (2002-2002)

در سال ۲۰۰۵، بنا به گزارش‌ها، جولیانی به دلیل تلاش‌های خود برای کاهش میزان جرم و جنایات در شهر، برای دریافت جایزه صلح نوبل نامزد شده بود. در عوض این جایزه به محمد البرادعی و آژانس انرژی هسته ای بین‌المللی برای تلاش‌های خود برای کاهش تکثیر هسته ای تعلق گرفت.